# Ursinoscorpaenopsis
Ursinoscorpaenopsis is een monotypisch geslacht van straalvinnige vissen uit de familie van schorpioenvissen (Scorpaenidae).

## Soort
- Ursinoscorpaenopsis kitai Nakabo & Yamada, 1996